# Тороси

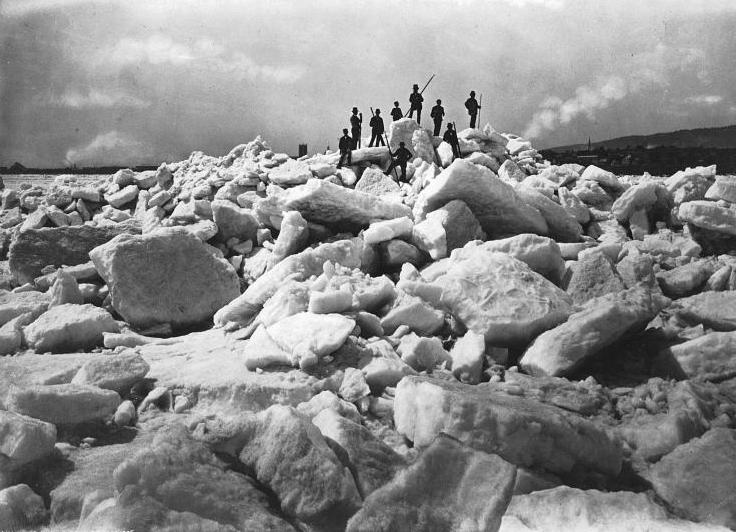
Тороси на круглому острові. Монреаль 1875.

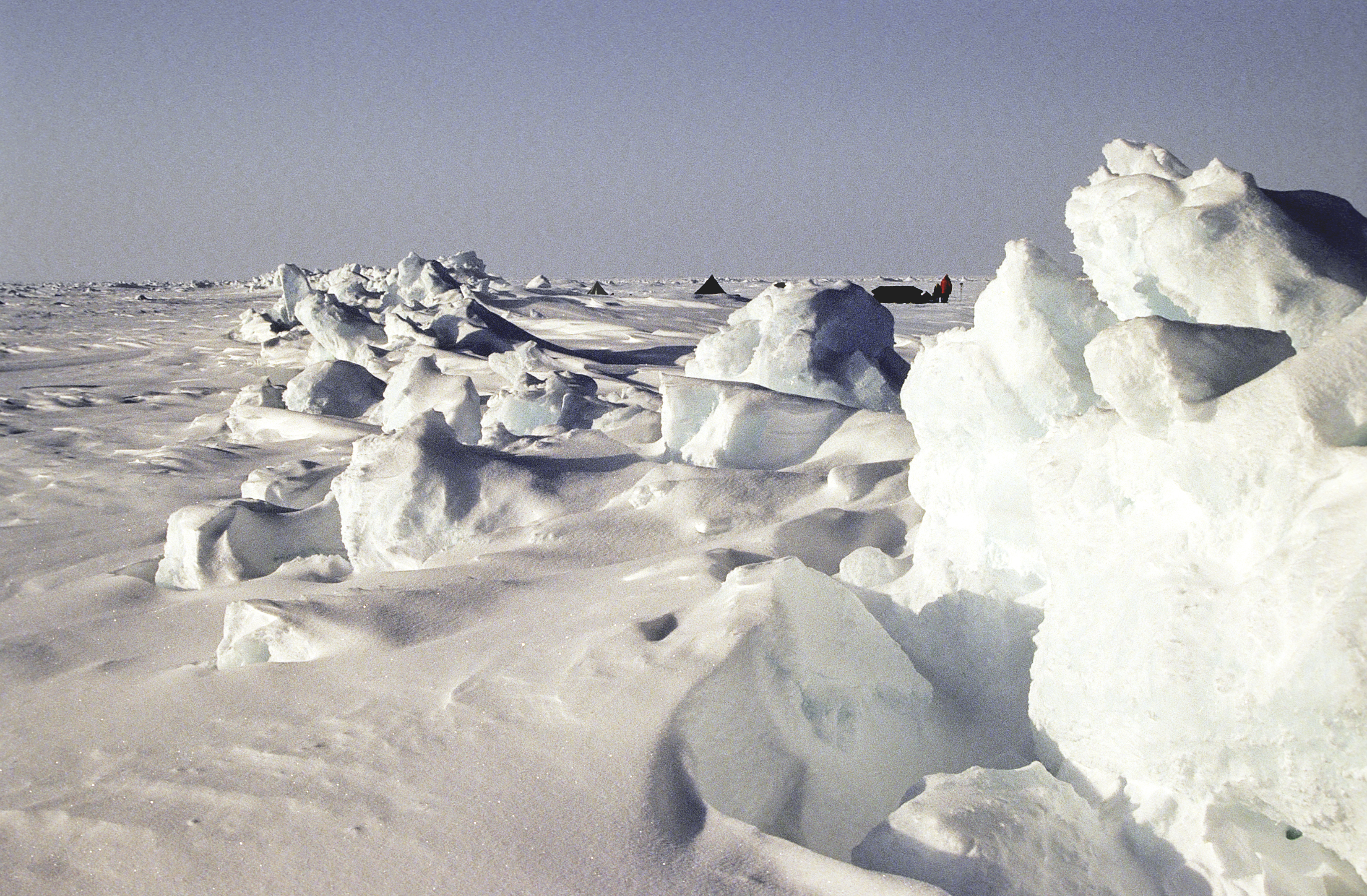
Тороси у Північному льодовитому океані. Квітень 1990.

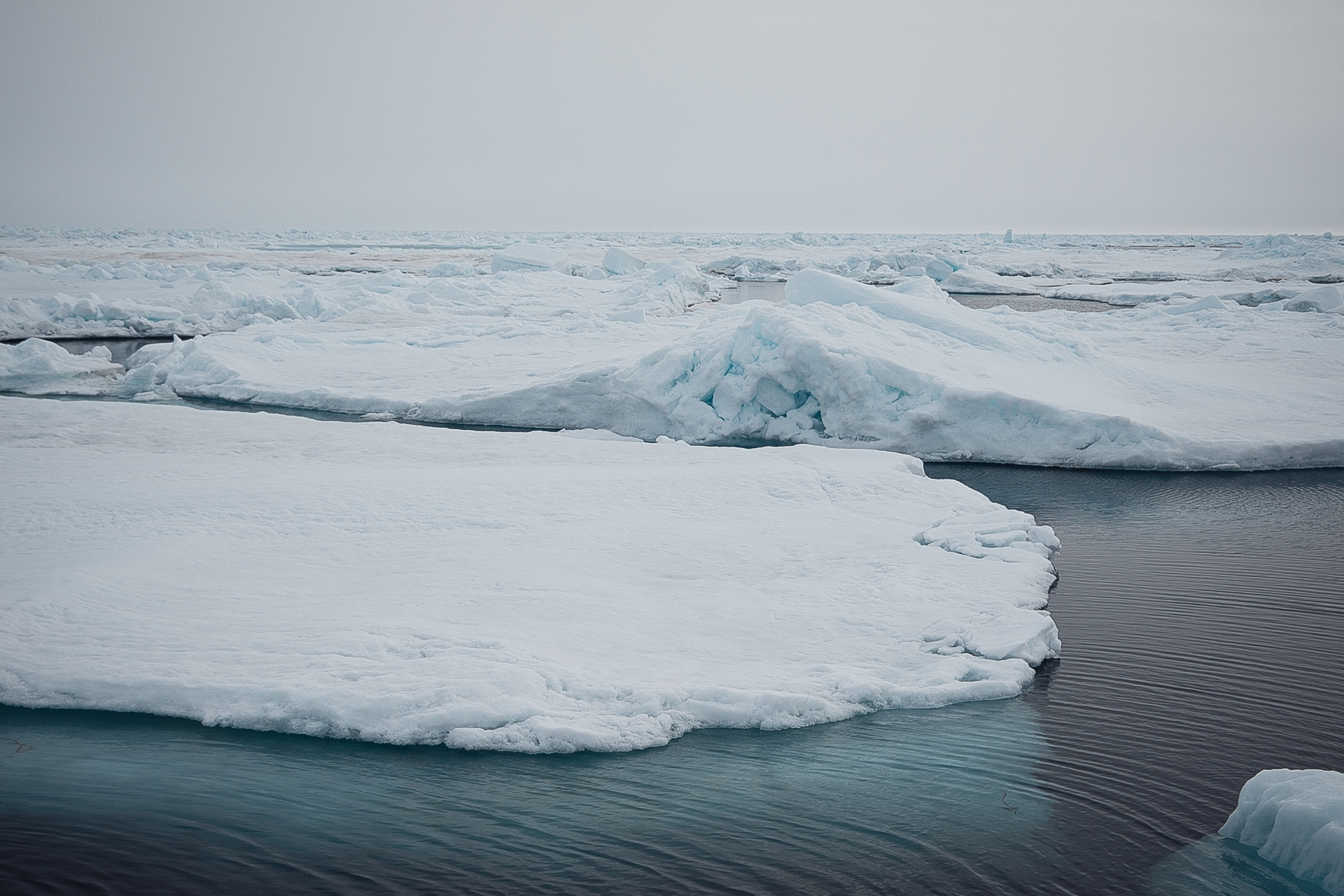
Внутрішня структура хребта морського льоду першого року, експедиція MOSAiC, 4 липня 2020.

Тороси — нагромадження уламків льоду в крижаному покриві морів, річок, озер. Утворюються в результаті бічного тиску крижин одна на одну, а також на береги і на мілководні ділянки дна, та обламування їх країв, що відбувається при цьому. Найрозвиненіші в Східносибірському і Чукотському морях, а також у відкритій частині Північного Льодовитого океану, де їх висота інколи перевищує 8–9 м (у прибережних частинах до 15–20 м).

## Основні характеристики
Підводна частина тороса називається кілем, а надводна — вітрилом. Частка порожнин торосу, заповнених повітрям, снігом чи водою, називається пористістю торосу. Зазвичай пористість киля торосу становить 20–40% і залежить від багатьох факторів, включаючи товщину уламків льоду торосу та ступінь його консолідації. Коли температура повітря опускається нижче за температуру замерзання води, верхня частина кіля торосів зазвичай починає замерзати, утворюючи консолідований шар. Через пористість, товщина консолідованого шару часто збільшується значно швидше, ніж товщина рівного льоду. У весняно-літній період тороси продовжують консолідуватися незважаючи на вищі температури повітря, але причини цього відносно слабко вивчені. Деякі натурні вимірювання показують, що пізня консолідація торосів може бути пов'язана з перенесенням снігу в неконсолідовані області кіля, що може відбуватися під час весни, зменшення концентрації льоду або деформаціях льоду. Це підтверджується спостереженнями значної масової частки снігу (близько 10%) у кіле торосів у період танення, а також спостереженнями значної втрати снігу у відкритій воді навесні. Через більш високу шорсткість торосів, вони зазвичай накопичують значно більше снігу всередині та на поверхні вітрила в порівнянні з іншими типами льоду, в середньому в три рази більше ніж рівний лід. Це призводить до відносно повільнішої консолідації, але і до пізнішого поверхневого танення торосів. При цьому, кіль торосів тане в осінньо-літній період значно швидше, ніж рівний лід, приблизно в чотири рази швидше для торосів з осадкою в 4–8 м. Тороси займають до 30–40% від загальної площі морського льоду та близько половини від загального обсягу морського льоду. Як і недеформований (рівний) лід, тороси можуть бути однорічними, дворічні чи багаторічними залежно від того, скільки сезонів танення їм вдалося пережити.

## Форма та розміри торосів
Тороси можуть утворюватися з льоду різного віку та товщини, але в основному складаються з тонкого та молодого льоду товщиною 20–40 см. Глибина кілю торосу зазвичай значно перевищує висоту вітрила — зазвичай приблизно у 3–5 разів, що визначається гідростатичним балансом крижаної будови. Кіль також зазвичай у 2–3 рази ширший за вітрила. Один з найбільших досліджених торосів мав вітрило, що височіло на 12 м над поверхнею води, і глибину кіля 45 м. У середньому, загальна товщина торосів коливається від 5 м до 30 м, при середній висоті вітрила менше 2 м. Середня глибина кіля арктичних торосів становить 4,5 м. Висота вітрила зазвичай пропорційна квадратному кореню товщини блоків торосів. Тороси в протоці Фрама зазвичай мають трапецієподібну форму з горизонтальною частиною кіля, що займає близько 17% від загальної ширини торосів, і середнім осадом 7 м, тоді як тороси в Чукотському морі та море Бофорта мають увігнуту близьку до трикутної форми. Середня товщина консолідованого шару арктичних торомів становить 1,6 м. Взимку тороси консолідуються (замерзають) приблизно вдвічі швидше, ніж рівний лід, при цьому відношення товщини рівного льоду та товщини консолідованого шару пропорційно квадратному кореню з пористості торосу. Це призводить до того, що до кінця зимового сезону співвідношення товщини консолідованого шару та рівного льоду становить 1,6–1,8. Однак навесні та влітку нерідко зустрічаються повністю консолідовані тороси загальною товщиною до 8 м. Консолідація торосів знижує рівень освітленості та простір для життя, доступний для організмів, що може мати негативні екологічні наслідки, оскільки тороси вважаються екологічними гарячими точками.

## Форми торосоутворення
Серед форм торосоутворення розрізняють:
- Гряди (у суцільному масиві льоду, що дрейфує).
- Бар'єри (гряди торосів на припаї, що місцями сидять на ґрунті).
- Ропаки (окремі вертикальні або похило стоячі крижини, інколи просто уламки криги, що утворюють надводну частину торосів).
- Стамухи (окремі нагромадження, що сидять на мілині).

Міра торосистої поверхні крижаного покриву оцінюється за п'ятибальною шкалою (0 балів — поверхня льоду рівна, 5 балів — поверхня льоду суцільно покрита торосами).

### Стамухи
Торосисні утворення, які сидять на дні. Зустрічаються окремі стамухи і ланцюги стамух. Висота надводної частини стамух може досягати 5–7 м. Верхня частина стамух є більш пористою ніж підводна. Стамухи руйнуються весною, а окремі їх частини можуть дрейфувати в морі як окремі їх утворення.